# سام آدامز
سام آدامز (بالإنجليزية: Sam Adams)‏ هو سياسي أمريكي، ولد في 3 سبتمبر 1963 في وايت هول في الولايات المتحدة. حزبياً، نشط في الحزب الديمقراطي.